# 薩爾達傳說 黃昏公主
《塞尔达传说 黃昏公主》是一款由任天堂情報開發本部製作、針對任天堂Wii和GameCube遊戲主機發行的動作冒險遊戲，是《薩爾達傳說》系列的第十三部作品。遊戲原本預定於2005年11月上市，但為了讓情報開發本部能再增進遊戲的品質和增加更多的內容，任天堂將發行日期推遲。Wii版本和主機同步於2006年11月19日在北美地區發售，在日本、歐洲及澳大利亞則於2006年12月上市。這讓本遊戲成為《薩爾達傳說》系列中第一款與任天堂主機同步上市的作品。GameCube版本於2006年12月上市，是任天堂為GameCube主機發行的最后一款遊戲。在早期開發階段，任天堂將本遊戲稱為《风之杖 2》；爾后開發進度推進，遊戲的名稱亦隨之發生變化。《黃昏公主》這個名稱正式發布於2005年E3。
遊戲的故事情節集中於系列的主角林克。在遊戲中，林克要防止海拉鲁大陆被名叫“黃昏領域”的邪惡平行宇宙吞噬。林克以人型和狼型出現，并得到神秘角色米多娜的幫助。遊戲的時代設定於《時之笛》和《穆修拉的假面》之后數百年。
《黃昏公主》是《薩爾達傳說》系列中首款被娛樂軟件分級委員會評為T級（青少年級）的遊戲，其主要原因是遊戲中的幻想暴力和動畫血腥。遊戲被眾多主流刊物贊譽為《薩爾達傳說》系列中的最佳作品，并贏得多個“年度遊戲”獎項。
2015年11月，任天堂宣布将在电视主机Wii U平台上以高清重制的形式发售本作，命名为《薩爾達傳說 黃昏公主 HD》。本作除了将游戏画面提升至高清以外，还加入了对amiibo的支持以及其他新的游戏要素。本作于2016年3月4日发售。
游戏的GameCube版本在2017年12月登陆了中国大陆版的英伟达Shield TV平台，并进行了高清化和简体中文化。

## 遊戲概要
與卡通風格的風之律動相比，《黃昏公主》有個瀟灑、自然的藝術風格（與時之笛相似，但是更為強烈），但遊戲依然使用卡通式特效，因為此遊戲使用改造過的《風之律動》遊戲引擎。如同《穆修拉的假面》，此遊戲採取較陰暗的色調。與《風之律動》不同的是，林克在此遊戲是一位青少年，相對於《時之笛》與《林克的冒險》中為小孩的角色。
當林克進入黃昏領域（Twilight Realm）時會變身為狼，這黑暗世界並不是像《众神的三角力量》的黑暗世界是散佈至所有地區，只有限定出現在特定的區域。
Wii 版本的黃昏公主是使用Wii遥控器與雙節棍控制器來操作此遊戲。遙控器內建的擴音器可以產生像是英雄之弓射出箭的弓弦聲，還有發現神秘物件的聲音等，不過可以將Wii遙控器的聲音調至無聲，至於這些聲音就直接與其他聲音一併輸出至電視。
相較之下，GameCube版本的操作組態就與《風之律動》近似相同，只有玩家需要協助時呼叫米多娜的Z按鈕，以至於只能裝備兩個裝備。只有GameCube版本可以使用C桿控制自由化視覺角度。
在遊戲中，林克在人型或狼型使用相似的步驟完成動作。像是敵人倒地時，林克能直接在狼型（wolf form）時使用最終一擊，他可以利用此方式將鬼魂的靈魂拉出來。狼型的林克能夠就像與人一般地與動物溝通，而且此時林克的感應力與嗅覺提升很多，能夠使他追蹤遊戲中特定角色的去處。但是直到林克恢復成人型之前都無法使用任何他的工具、開啟任何有把手的門與爬樓梯，而且還有兩倍受傷害量。
在遊戲中使用了豐富的動作聲響，就像之前的作品中NPC會笑、會驚恐、會發出其他聲響。在對話中，一如《薩爾達傳說》系列遊戲林克一向是保持沈默，且以臉部表情與點頭暗示他的回應。米多娜則是較特殊的例外，因為米多娜講的是難懂的虛構式語言。
在《黃昏公主》能夠像之前《時之笛》與《穆修拉的假面》一樣能夠騎馬。這匹馬的原始名稱為伊波娜（Epona）。
黃昏公主中敵人的AI比《風之律動》更高階。敵人會對被擊倒的敵人遺體以及飛過的箭矢與子彈有所反應。而且此遊戲中的AI能夠比《時之笛》、《穆修拉的假面》與《風之律動》偵測更遠距離的裝態。

## 劇情
《黃昏公主》的時間設定於《時之笛》與《穆修拉的假面》結束後的幾百年。遊戲的主角林克（Link）在奧登村中過著負責管理羊群的生活。某天，布布林（Bulblin）族突然攻擊村莊並綁架了許多小孩。林克前去追趕卻碰上了黃昏領域的外牆，而後被暗影怪物給拖進了黃昏領域。林克進入黃昏領域後變成了一隻狼並遇到了形似精靈的影之族人米多娜（Midna）。米多娜強迫林克服從他並帶著他去找薩爾達公主（Princess Zelda）。薩爾達表示黃昏之王贊特（Zant）入侵了海拉鲁城並四處破壞，把整個海拉鲁城給囚禁在黃昏領域之中。為了拯救海拉鲁，林克必須四處蒐集光之靈魂並逐個解放海拉鲁的不同區域。
在他的冒險途中，林克造訪了三個不同的神殿（森林神殿、哥隆礦坑、湖底神殿）並取得了米多娜的影之結晶（Fused Shadow），也拯救了森林中猴子族、山上的哥隆族與湖中的佐拉族。回到海拉鲁城，米多娜使用影之結晶的力量攻擊贊特，但因贊特的力量太強大而失敗。為了拯救垂死的米多娜，薩爾達犧牲了自己的力量後消失。薩爾達在消失前告訴林克他必須取得大師之劍（Master Sword）才能夠與贊特抗衡。米多娜復活後決心幫助林克拯救海拉鲁的未來。
在取得了大師之劍後，兩人來到了格魯德沙漠裡的沙漠處刑場，並找到了黃昏之鏡（Mirror of Twilight），一個用來連結現實世界與黃昏國度的傳送門。但到達後才發現鏡子已破裂。這時賢者突然出現，並解釋鏡子遭到贊特的破壞，但因為其力量不足所以並沒有完全將鏡子給摧毀。他們也解釋到在時之勇者（真身為《時之笛》中7年後的林克）擊敗加儂多夫（Ganondorf，同時也是《時之笛》中的主要反派）後，被7年後的薩爾達公主送回了林克的孩童時代，林克警告當時的海拉鲁王加儂多夫的危險性，加儂多夫而後在試圖推翻海拉鲁王的行動中被賢者逮捕，賢者們試圖處決加儂多夫卻失敗，只好使用鏡子將加儂多夫放逐到黃昏國度。林克與米多娜只好啟程尋找破碎的鏡子碎片。
在得到了雪山廢墟、時光神殿與天空之城裡的鏡子碎片後，兩人回到了沙漠處刑場並修復了黃昏之鏡。賢者告訴林克米多娜才是黃昏國度的真正統治者，只是遭到贊特叛變並限制成了精靈的大小。兩人後進入黃昏國度並在黃昏宮殿裡找到了贊特。這時贊特告訴他們他和加儂多夫聯手並得到了力量才得以成功叛變米多娜，林克與贊特便開始戰鬥。在打倒贊特後米多娜得知必須消滅加儂多夫才有機會解除她的詛咒並回復真正的力量。
兩人回到了海拉鲁後發現加儂多夫佔領了海拉鲁城並控制了薩爾達。林克後擊敗了加儂多夫並復活了薩爾達。米多娜將林克與薩爾達兩人傳送到城堡外面後與加儂多夫一戰，卻被加儂多夫強大的力量擊敗。加儂多夫追趕了出來，但林克與薩爾達聯手擊敗了他。加儂多夫死後米多娜終於回復了力量，海拉鲁的詛咒也終於結束，米多娜摧毀了黃昏之鏡後告別兩人。林克則踏上了未知的旅程。

## 開發
關於此遊戲的傳言首度證實於2005年E3展覽，官方確定此作品名為「The Legend of Zelda: Twilight Princess」（此標題最早出現於Game Informer的E3搶先預覽）。
這遊戲定位在《時之笛》後的一百年，可是在最近與開發人員的訪談中遺漏了參考《風之律動》之設計。經由訪談與播放遊戲片段也揭開更多細節，像是林克一開始在遊戲中是牧人角色出場，林克騎馬戰鬥等。
此遊戲獲得2005年E3遊戲評論獎項中的最佳遊戲機遊戲與最佳動作冒險遊戲與G4 TV的X-Play中的最佳娛樂遊戲獎項。黃昏公主也在2006年E3獲得相同獎項，除了2006年E3的最佳遊戲機遊戲獎。
此遊戲的發售日也因多方面的原因一再從2005年11月順延，在2005年8月16日時任天堂宣布由於開發團隊需要更多時間開發該遊戲，發售日延後至2006年3月31日。而2月，當時的美國任天堂行銷市場執行副總裁雷吉·菲尔斯-埃米在Spike TV的訪談說明《黃昏公主》將順延至2006年秋季，會晚於之前預期的春季或夏季前期，不過還是會在假期採購季時推出。而在任天堂2006年E3前夕的新聞稿指出，Reggie Fils-Aime說明該遊戲在美國會同時發售兩種版本：其一是GC版，另一是Wii版。
而在2006年9月15日，任天堂發佈《黃昏公主》的推出日。Wii主機與Wii版本的黃昏公主會同時於2006年11月19日在北美推出，而GameCube版則是在2006年12月12日問世。而在日本Wii與GC版會同時於2006年12月2日推出。而澳洲與歐洲的Wii版會分別於2006年12月7日與2006年12月8日推出，GC版則會於2006年12月14日與2006年12月15日推出。
根據任天堂的新聞稿，像是翻譯與本土化經理Bill Trinen指出，參與《黃昏公主》的遊戲測試人員中，第一次玩該遊戲的平均破關時間為70小時。他並指出當第二次玩此遊戲時，由於知道如何操作使用、何時往何處走，與略過情節，平均破關時間將縮減成27小時，且此時數不包含額外任務與像釣魚等的時間浪費。但是，很多玩完已破關的玩家發現遊戲時數並不是很精準，而且Speed Demos Archive社群的speedrunning會員除了跳過任何主要遊戲的情節以外能夠在6小時以內完成此遊戲。

### Wii平台的《黃昏公主》
英國的《NGC Magazine》在2005年12月提到，當GameCube版本的《黃昏公主》放入Wii執行後，玩家將會被提示要使用Wii遥控器進行，而且該媒體並不認為該遊戲會以兩種版本販售。而Reggie Fils-Aime否定了這項報導，說明當GameCube的遊戲在Wii執行是無法相容於Wii Remote。法國任天堂行銷主管Mathieu Minel接受Jeux-France的訪談，說明《黃昏公主》正把Wii遥控器在遊戲中的實用性提升中，但任天堂很快的要求將這次的訪談移開移除。不过最后作为制作人的宫本茂他自己在一次与任天堂欧洲的访谈中亲自确认了Wii的控制器功能用途。而在這之後《時代雜誌》也報導這款遊戲。最後在2006年的E3展覽，任天堂發佈會有兩種版本的《黃昏公主》：其一是GameCube版（在2006年12月12日發售），另一是Wii版（在2006年11月19日Wii主機發售日同步發售）。
宫本茂在訪談時說明GameCube版與Wii版的唯一技術性的不同點。Wii版的《黃昏公主》可以使用16:9 480p的寬螢幕進行遊戲，而GameCube版只能以4:3運作。
而在Wii版內，林克與其他作品不同的是右撇子。不過所有地圖的魔王還有NPC等都已設計成左撇子的型態。而最簡單的解決方法是把整個遊戲畫面垂直映射。在GameCube版本，林克還是左撇子，而且所有畫面都與另一版剛好鏡映。任何在遊戲中有關左右與東西的方向說明都已變更。所以GameCube版海拉鲁的幅員比《時之笛》還要大。不過Wii版的幅員除了沙漠外，其餘就與《林克的冒險》相似。
而在早期販售NTSC的遊戲中，在某個地方記錄儲存點將會強制玩家重新進行遊戲。而之後發佈的GameCube版與PAL的遊戲已經將此錯誤修正。而為了這些有此錯誤光碟的玩家，任天堂在技術支援上也提供更換光碟的服務。
還有一個bug是當第一次通過正在倒塌的Eldin之橋會發生。如果玩家成功通過該橋後未進入Twilight Realm時儲存且關機，玩家將開始於上個拜訪的城鎮，但是橋已斷，而無法繼續進行遊戲。

## 資料來源
1. ↑  （2004.5.12）- E3 2004: New Legend of Zelda Details （页面存档备份，存于） - IGN Cube（IGN）
2. ↑  Casamassina, Matt. . IGN. 2005-08-16  [2006-05-28]. （原始内容存档于2012-02-18）.
3. ↑  . GamePro. 2006-11-05  [2006-12-03]. （原始内容存档于2006-11-26）.
4. ↑  .   [2009-09-02]. （原始内容存档于2014-04-20）.
5. ↑  . Nintendo Dream. 2007-02-02  [2016-02-03]. （原始内容存档于2007-02-02） （日语）.
6. ↑  . Nintendo.   [2008-04-06]. （原始内容存档于2012-02-05）.
7. ↑  . Polygon. 2015-11-13  [2015-11-14]. （原始内容存档于2015-11-12）.
8. ↑  NVIDIA Shield TV 进入中国市场，能玩多款 Wii 游戏 （页面存档备份，存于）.Engadget中国.2017-12-05.[2017-12-05].
9. ↑  Bryne, Snorre. . dagbladet.no. 2006-06-22  [2006-09-20]. （原始内容存档于2008-05-23） （挪威语）.
10. ↑  . Nintendo of America.   [2007-08-08]. （原始内容存档于2008-03-04）.
11. ↑  Schneider, Peer. . IGN: 3. 2006-05-10  [2006-05-28]. （原始内容存档于2006-06-15）.
12. ↑  , Nintendo Power 201, March 2006, 201: 46–48  [2007-08-31], （原始内容存档于2008-09-13）.
13. ↑  Game Informer, June 2005 缺少或|title=为空 (帮助).
14. ↑  ezzkmo. . N-Europe. 2005-05-14  [2006-05-28]. （原始内容存档于2012-06-03）.
15. ↑  , Nintendo Power 211, January 2007, 211: 58–61.
16. ↑  Rorie, Matthew. . GameSpot: 5. 2005-05-18  [2006-05-28]. （原始内容存档于2009-01-31）.
17. ↑  . www.gamecriticsawards.com.   [2007-08-08]. （原始内容存档于2009-06-23）.
18. ↑  Thorsen, Tor. . GameSpot. 2006-02-20  [2006-05-28]. （原始内容存档于2011-10-26）.
19. ↑  Casamassina, Matt. . 2006-11-03  [2007-08-31]. （原始内容存档于2007-09-08）.
20. ↑  Archive, Speed Demos. .   [2007-08-31]. （原始内容存档于2007-09-29）.
21. ↑  Chou, Che. . 2005-12-22  [2006-05-28]. （原始内容存档于2006-05-22）.
22. ↑  Rojas, Peter. . Engadget. 2006-02-20  [2006-05-28]. （原始内容存档于2019-12-04）.
23. ↑  Morcos, Antoine. . 2006-02-27  [2007-08-31]. （原始内容存档于2008-05-13） （法语）.
24. ↑  . Nintendo. 2006-03-15  [2006-05-28].[永久]
25. ↑  Grossman, Lev. . 2006-05-15  [2006-05-28]. （原始内容存档于2009-03-28）.
26. ↑  Thorsen, Tor. . GameSpot. 2006-05-07  [2006-05-28]. （原始内容存档于2009-11-10）.
27. ↑  MacDonald, Mark; Bettenhausen, Shane, , Electronic Gaming Monthly 204, June 2006, 204: 100.
28. ↑  Bramwell, Tom. . Eurogamer: 2. 2006-05-11  [2006-05-28]. （原始内容存档于2007-09-30）.
29. ↑  Casamassina, Matt. . IGN. 2006-09-20  [2006-11-28]. （原始内容存档于2006-10-18）.
30. ↑  Munn, Stephen. . Aeropause. 2007-04-17  [2007-06-18]. （原始内容存档于2007-05-22）.

## 外部連結
- 《ゼルダの伝説 トワイライトプリンセス》官方網站 （页面存档备份，存于）（日語）
- 《The Legend of Zelda: Twilight Princess》官方網站（英文）
- 《塞尔达传说 黄昏公主》在英伟达Shield的页面（简体中文）
- 英文任天堂網站的介紹頁面（英文）
- 標題動畫影片 （页面存档备份，存于）（英文）
- 預告影片 （页面存档备份，存于）（英文）